# Fyodor Moiseyev
Fyodor Pavlovich Moiseyev (tiếng Nga: Федор Павлович Моисеев; sinh ngày 20 tháng 12 năm 1996) là một cầu thủ bóng đá người Nga thi đấu cho FC Kolomna.

## Sự nghiệp câu lạc bộ
Anh có màn ra mắt tại Giải bóng đá chuyên nghiệp quốc gia Nga cho FC Kolomna vào ngày 14 tháng 10 năm 2017 trong trận đấu với FC Tekstilshchik Ivanovo.